# Leulinghem
Ne doit pas être confondu avec Leulinghen-Bernes.
Leulinghem [lœlɛ̃ɡɑ̃] est une commune française située dans le département du Pas-de-Calais en région Hauts-de-France. La commune est parfois appelée aussi de son nom initial Leulinghem-lès-Estrehem (oralement mais aussi sur des sites officiels d'information dont celui du parc régional) pour la distinguer clairement de la commune de Leulinghen-Bernes (couramment appelée simplement de son nom initial Leulinghen avec une prononciation homophone) située dans le même département et dans le parc naturel régional des Caps et Marais d'Opale. Ses habitants sont appelés les Leulinois. La commune fait partie de la communauté de communes du Pays de Lumbres.

## Géographie

### Localisation
Le territoire de la commune est limitrophe de ceux de cinq communes :
|         | Zudausques | Saint-Martin-lez-Tatinghem |
| Quelmes | Leulinghem |                            |
|         | Setques    | Wisques                    |

### Géologie et relief
La superficie de la commune est de 4,72 km2 ; son altitude varie de 60  à   127 m.

### Hydrographie

#### Réseau hydrographique
La commune est située dans le bassin Artois-Picardie. Elle est drainée par la Setques,.

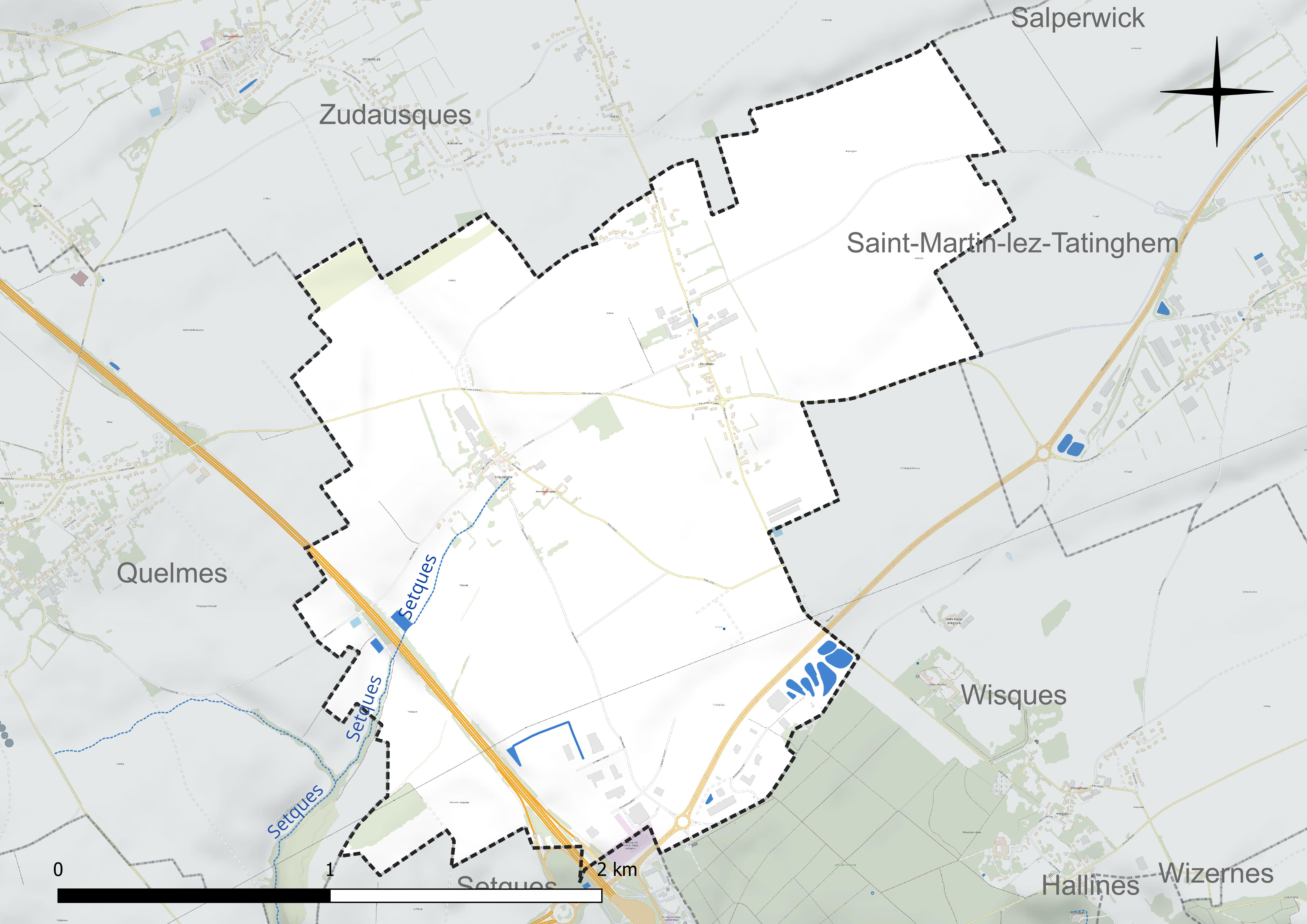
Réseau hydrographique de Leulinghem.

#### Gestion et qualité des eaux
Le territoire communal est couvert par le schéma d'aménagement et de gestion des eaux (SAGE) « Audomarois ». Ce document de planification concerne un territoire de 662 km2 de superficie, délimité par le bassin versant de l'Aa et sa zone d'étalement : le marais audomarois. Le périmètre a été arrêté le 4 février 1994 et le SAGE proprement dit a été approuvé le 31 mars 2005, puis révisé le 15 janvier 2013, puis le 21 novembre 2021. La structure porteuse de l'élaboration et de la mise en œuvre est le syndicat mixte pour l'aménagement et la gestion des eaux de l'Aa (SmageAa).
La qualité des cours d'eau peut être consultée sur un site dédié géré par les agences de l'eau et l'Agence française pour la biodiversité.

### Climat
Pour des articles plus généraux, voir Climat des Hauts-de-France et Climat du Pas-de-Calais.
En 2010, le climat de la commune est de type climat océanique franc, selon une étude du CNRS s'appuyant sur une série de données couvrant la période 1971-2000. En 2020, Météo-France publie une typologie des climats de la France métropolitaine dans laquelle la commune est exposée à un climat océanique et est dans la région climatique Côtes de la Manche orientale, caractérisée par un faible ensoleillement (1 550 h/an) ; forte humidité de l'air (plus de 20 h/jour avec humidité relative > 80 % en hiver), vents forts fréquents.
Pour la période 1971-2000, la température annuelle moyenne est de 10,1 °C, avec une amplitude thermique annuelle de 13,7 °C. Le cumul annuel moyen de précipitations est de 894 mm, avec 13 jours de précipitations en janvier et 8,4 jours en juillet. Pour la période 1991-2020, la température moyenne annuelle observée sur la station météorologique la plus proche, située sur la commune de Watten à 11 km à vol d'oiseau, est de 11,3 °C et le cumul annuel moyen de précipitations est de 822,8 mm,. Pour l'avenir, les paramètres climatiques de la commune estimés pour 2050 selon différents scénarios d'émission de gaz à effet de serre sont consultables sur un site dédié publié par Météo-France en novembre 2022.

### Milieux naturels et biodiversité

#### Espace protégé
La protection réglementaire est le mode d'intervention le plus fort pour préserver des espaces naturels remarquables et leur biodiversité associée.
Dans ce cadre, la commune fait partie d'un espace protégé : le parc naturel régional des Caps et Marais d'Opale, d'une superficie de 132 499 ha réparties sur 154 communes, géré par le syndicat mixte d'aménagement et de gestion du parc naturel régional des Caps et Marais d'Opale.

#### Zones naturelles d'intérêt écologique, faunistique et floristique
L'inventaire des zones naturelles d'intérêt écologique, faunistique et floristique (ZNIEFF) a pour objectif de réaliser une couverture des zones les plus intéressantes sur le plan écologique, essentiellement dans la perspective d'améliorer la connaissance du patrimoine naturel national et de fournir aux différents décideurs un outil d'aide à la prise en compte de l'environnement dans l'aménagement du territoire.
Le territoire communal comprend une ZNIEFF de type 1 : les coteaux d'Acquin-Westbécourt, du val de Lumbres et au nord de Setques, d'une superficie de 140 ha et d'une altitude variant de 70  à   100 mètres.
et deux ZNIEFF de type 2 : 
- la moyenne vallée de l'Aa et ses versants entre Remilly-Wirquin et Wizernes. La moyenne vallée de l'Aa et ses versants représentent un remarquable ensemble écologique associant des habitats très différents constituant des complexes de végétations souvent complémentaires[13] ;
- la vallée du Bléquin et les vallées sèches adjacentes au ruisseau d'Acquin. Cette ZNIEFF se situe sur les marges septentrionales du Haut-Pays d'Artois, en bordure des cuestas du Boulonnais et du pays de Licques[14].

Carte des ZNIEFF de type 1 et 2 sur la commune
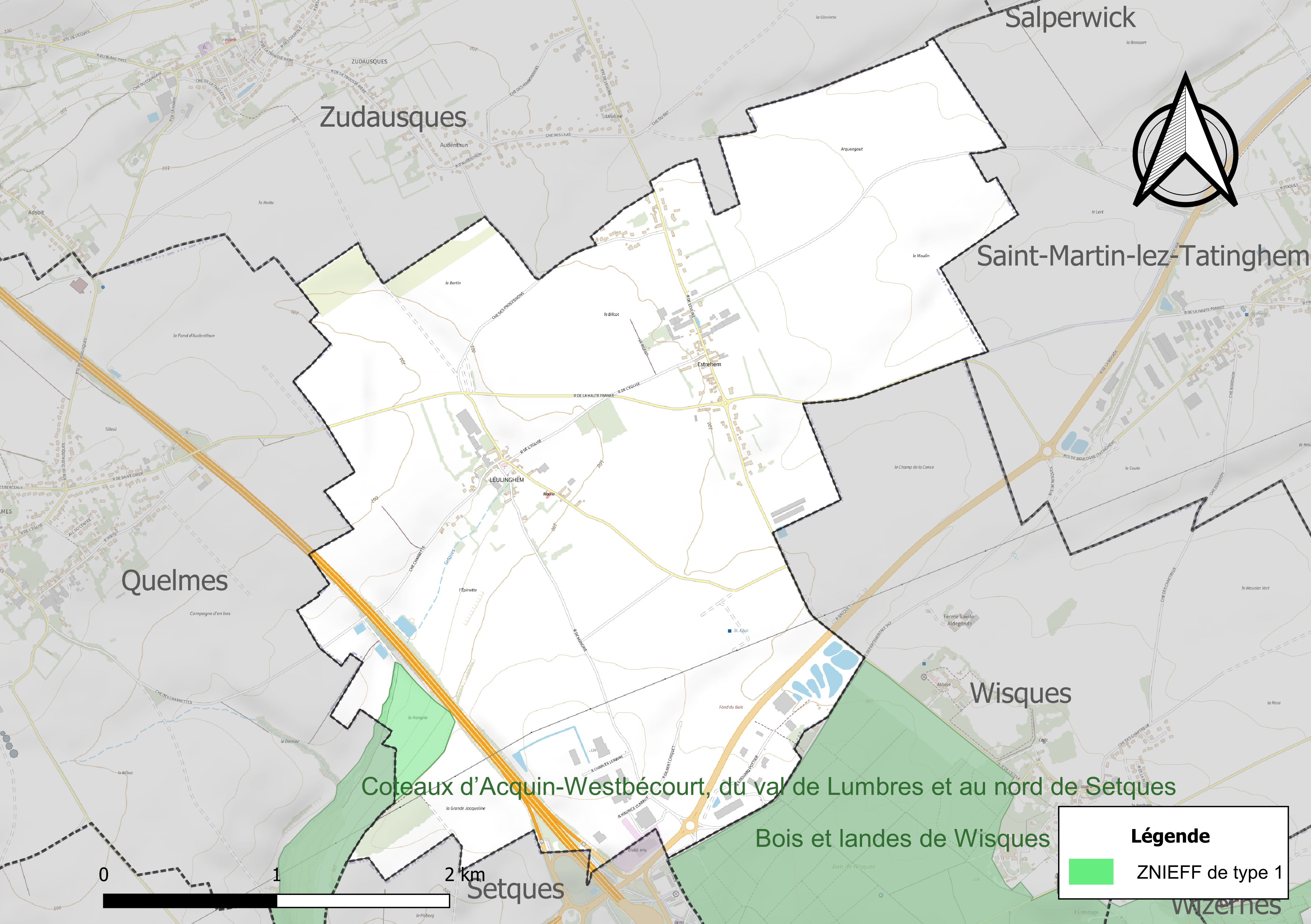
Carte de la ZNIEFF de type 1 sur la commune.
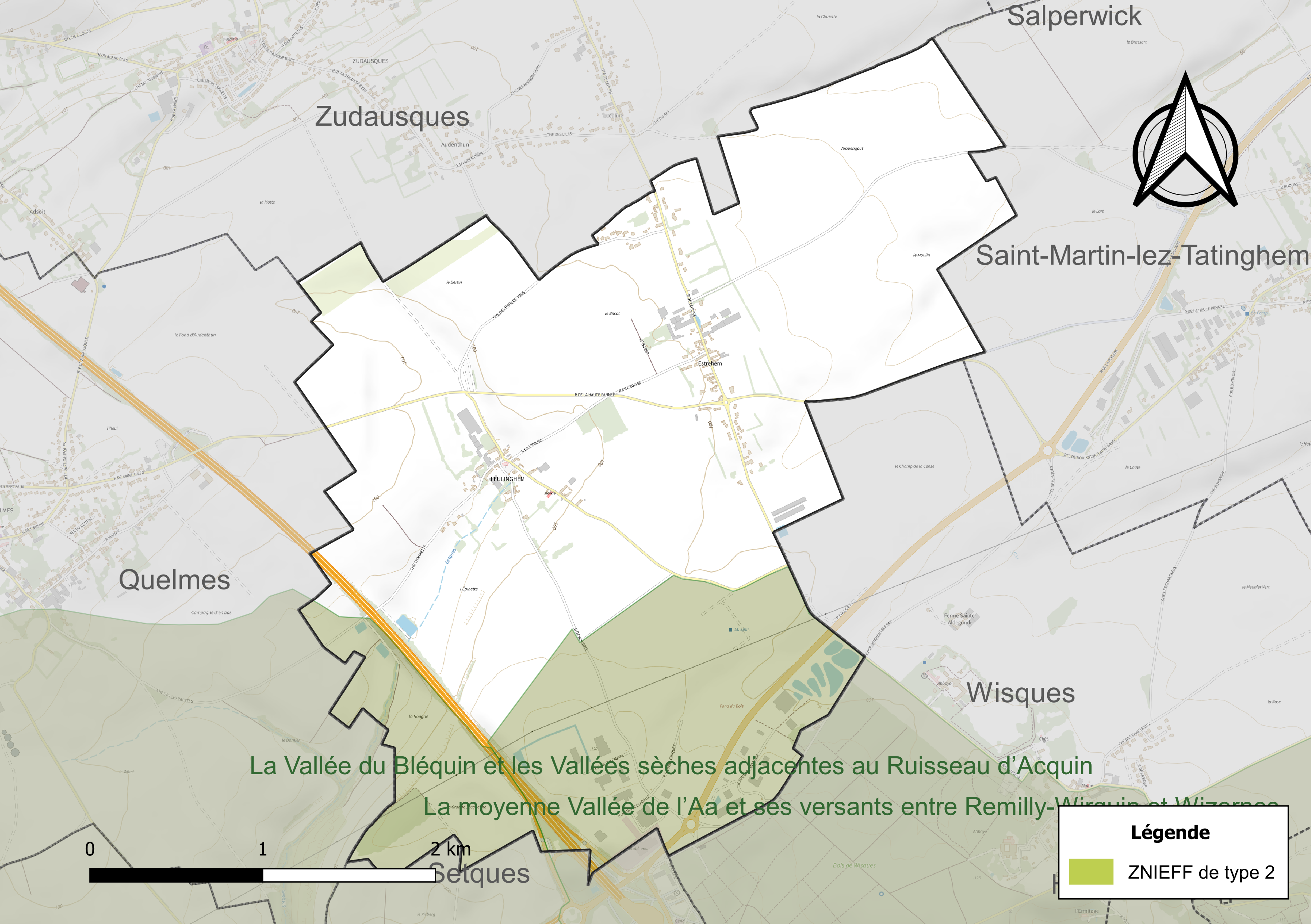
Carte des ZNIEFF de type 2 sur la commune.

#### Espèces faunistiques et floristiques
L'Inventaire national du patrimoine naturel (INPN) recense plusieurs espèces faunistiques et floristiques sur le territoire de la commune dont certaines sont protégées et d'autres menacées et quasi-menacées.

## Urbanisme

### Typologie
Au 1er janvier 2024, Leulinghem est catégorisée commune rurale à habitat dispersé, selon la nouvelle grille communale de densité à sept niveaux définie par l'Insee en 2022.
Elle est située hors unité urbaine. Par ailleurs la commune fait partie de l'aire d'attraction de Saint-Omer, dont elle est une commune de la couronne,. Cette aire, qui regroupe 79 communes, est catégorisée dans les aires de 50 000 à moins de 200 000 habitants,.

### Occupation des sols
L'occupation des sols de la commune, telle qu'elle ressort de la base de données européenne d'occupation biophysique des sols Corine Land Cover (CLC), est marquée par l'importance des territoires agricoles (93,4 % en 2018), en diminution par rapport à 1990 (99 %). La répartition détaillée en 2018 est la suivante : 
terres arables (87,3 %), zones industrielles ou commerciales et réseaux de communication (6,6 %), prairies (6,1 %). L'évolution de l'occupation des sols de la commune et de ses infrastructures peut être observée sur les différentes représentations cartographiques du territoire : la carte de Cassini (XVIIIe siècle), la carte d'état-major (1820-1866) et les cartes ou photos aériennes de l'IGN pour la période actuelle (1950 à aujourd'hui).

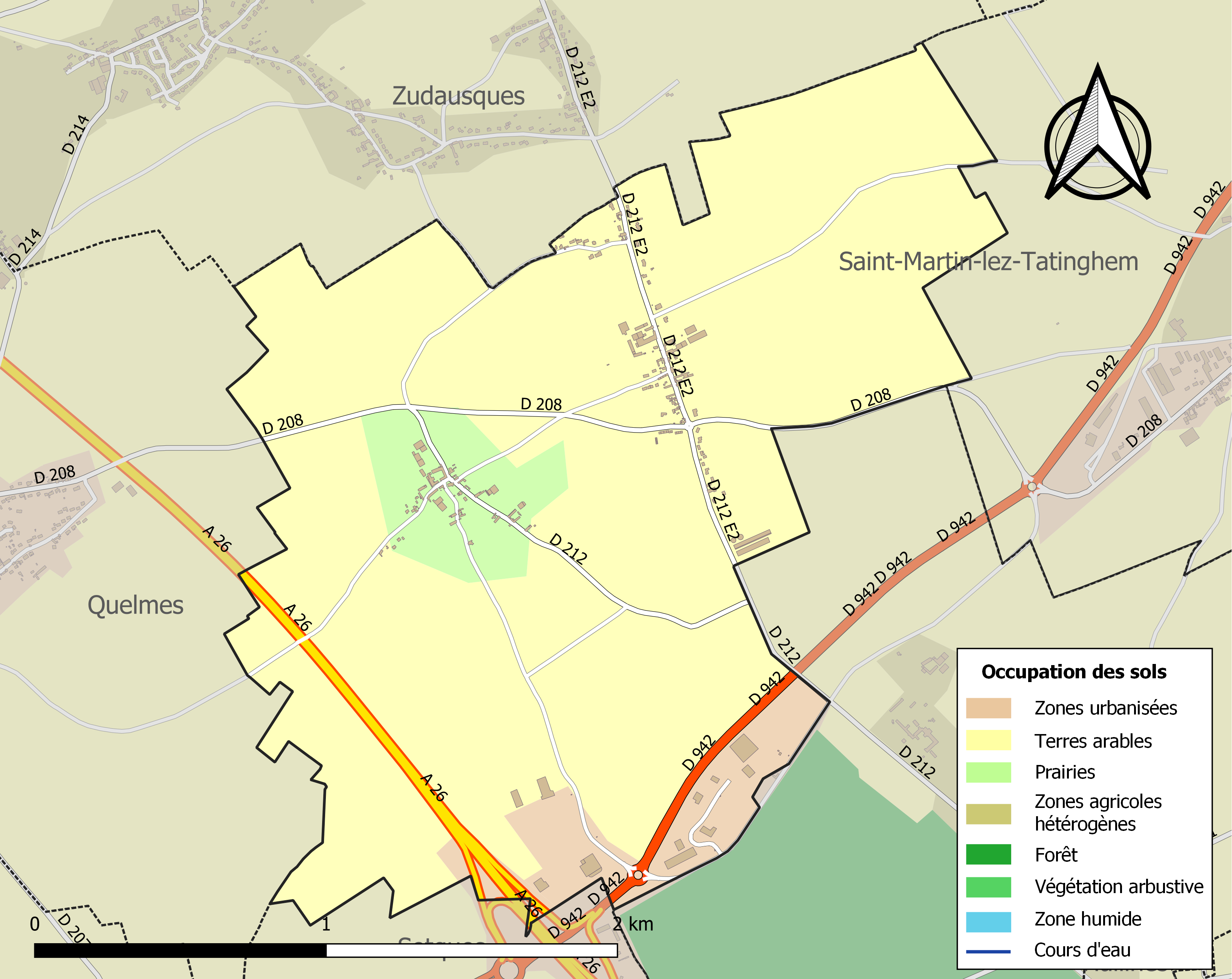
Carte des infrastructures et de l'occupation des sols de la commune en 2018 (CLC).

### Risques naturels et technologiques

#### Risque inondation
À la suite du passage des tempêtes Ciarán, Domingos et Elisa et des inondations et coulées de boue qui se sont produites, la commune est reconnue, par arrêté du 14 novembre 2023, en état de catastrophe naturelle pour inondations et coulées de boue sur la période du 2 au 12 novembre 2023, comme 179 autres communes du département.

## Toponymie
Le nom de la localité est attesté sous les formes Loningahem (844-64), Lœuelingehen (1157), Lulinghem (1179), Lolinghem (1223), Lugginghem (1286), Lilinghem (1287), Lueninghem (1300), Luninguehem (1330), Luelinghem (1342), Lullenghem (XIVe siècle), Loninghem (1400), Leulinguehem (1412), Leulinghem-lez-Quelmes (1433), Lullinghem (1458), Loeulinghem (1559), Luelinghem-lès-Estrehem (1720), Leulinghem lez Etrehem (1793), Leulinghen (1801).
Viendrait de l'anthroponyme germanique Launo suivi de -ingen « peuple (de) » + heim « demeure, domaine (de) », donnant « domaine du peuple de Launo ».
Loningem en flamand.

## Histoire
Leulinghem  était située sur la voie romaine reliant Boulogne-sur-Mer à Cassel, par Saint-Omer, passant par Saint-Martin-Boulogne, Balinghem, Sangatte, Etrehem (Leulinghem), Saint-Omer, Arques.
La seigneurie de Leulinghem, ou d'Arquinghoult sur Leulinghem, Arquingout étant un hameau de Leulinghem, est parfois citée comme faisant partie des pairies du comté de Guînes.
Vers 1174, Lambert d'Eluelinghem fait des donations à l'abbaye de Clairmarais.
Le 3 avril 1593, est rendue une sentence de noblesse pour Nicaise de Bersacques, seigneur d'Arquingouct, lieutenant du bailliage de Saint-Omer. Il a pour armes : « D'azur à 3 molettes d'argent,un croissant d'or en chef ». Agnès de Bersacques, fille de Nicaise a épousé Antoine de Wallechey, seigneur de l'Escarde (sur Saint-Omer-Capelle).
Avant la Révolution française, Leulinghem et Etrehem, hameau sur Leulinghem, étaient le siège de seigneuries.
Guislain-Alexandre Gaillard, seigneur d'Etrehem, bénéficie le 16 mars 1736 de lettres patentes sur arrêt le relevant de la révocation portée par l'édit du mois d'août 1715 (édit portant révocation de certains titres de noblesse) du fait que son père Pierre Gaillard a obtenu des lettres d'anoblissement en juin 1704. Les lettres de 1736 ont été enregistrées à l'élection d'Artois sur la demande de Guislain Gaillard susnommé et d'Alexandre Gaillard, écuyer, seigneur d'Etrehem, Leulinghem, et baron de la baronnie de Blairville-lez-Saint-Sauveur, ancien mayeur de la ville d'Aire où il demeure.
À la veille de la Révolution française, Pierre-Joseph-Constant Gaillard, écuyer, est seigneur de Blairville, Estrehem, Leulinghem. Fils de Pierre-Joseph, écuyer, et de Marie-Josèphe-Pélagie Roels, il est juge de paix à Thérouanne en 1792 et meurt en 1829. Il prend pour femme le  22 mai 1787 à Saint-Omer, Marie-Louise-Charlotte-Joseph Taviel (1766-1806), née à Saint-Omer en avril 1766 (baptisée le 2 avril 1766) et y décédée le 28 novembre 1806. Elle est la fille d'Albert-Gabriel-Valentin Taviel, écuyer, seigneur d'Upen d'Aval (sur Delettes), capitaine au corps royal d'artillerie, chevalier de Saint-Louis, et d'Agnès-Charlotte Ballard d'Invilliers.

## Politique et administration

### Découpage territorial
La commune se trouve dans l'arrondissement de Saint-Omer du département du Pas-de-Calais.

#### Commune et intercommunalités
La commune fait partie de la communauté de communes du Pays de Lumbres qui regroupe 36 communes et compte 24 187 habitants en 2021.

#### Circonscriptions administratives
La commune est rattachée au canton de Lumbres.

#### Circonscriptions électorales
Pour l'élection des députés, la commune fait partie de la sixième circonscription du Pas-de-Calais.

### Élections municipales et communautaires

#### Liste des maires
| Période                                  | Période                    | Identité      | Étiquette | Qualité                                                                              |
| ---------------------------------------- | -------------------------- | ------------- | --------- | ------------------------------------------------------------------------------------ |
| Les données manquantes sont à compléter. |                            |               |           |                                                                                      |
| 1989                                     | En cours (au 25 mars 2022) | Alain Clabaut | SE        | Agriculteur retraité Réélu pour le mandat 2014-2020, Réélu pour le mandat 2020-2026, |

## Population et société

### Démographie
Les habitants sont appelés les Leulinois.

#### Évolution démographique
L'évolution du nombre d'habitants est connue à travers les recensements de la population effectués dans la commune depuis 1793. Pour les communes de moins de 10 000 habitants, une enquête de recensement portant sur toute la population est réalisée tous les cinq ans, les populations de référence des années intermédiaires étant quant à elles estimées par interpolation ou extrapolation. Pour la commune, le premier recensement exhaustif entrant dans le cadre du nouveau dispositif a été réalisé en 2006.

En 2022, la commune comptait 263 habitants, en évolution de +6,05 % par rapport à 2016 (Pas-de-Calais : −0,72 %, France hors Mayotte : +2,11 %).
| 1793 | 1800 | 1806 | 1821 | 1831 | 1836 | 1841 | 1846 | 1851 |
| ---- | ---- | ---- | ---- | ---- | ---- | ---- | ---- | ---- |
| 231  | 234  | 257  | 249  | 288  | 288  | 261  | 256  | 251  |

| 1856 | 1861 | 1866 | 1872 | 1876 | 1881 | 1886 | 1891 | 1896 |
| ---- | ---- | ---- | ---- | ---- | ---- | ---- | ---- | ---- |
| 245  | 262  | 277  | 294  | 308  | 286  | 274  | 264  | 267  |

| 1901 | 1906 | 1911 | 1921 | 1926 | 1931 | 1936 | 1946 | 1954 |
| ---- | ---- | ---- | ---- | ---- | ---- | ---- | ---- | ---- |
| 236  | 239  | 210  | 190  | 197  | 171  | 182  | 147  | 143  |

| 1962 | 1968 | 1975 | 1982 | 1990 | 1999 | 2006 | 2011 | 2016 |
| ---- | ---- | ---- | ---- | ---- | ---- | ---- | ---- | ---- |
| 153  | 149  | 114  | 164  | 211  | 219  | 219  | 235  | 248  |

| 2021 | 2022 | - | - | - | - | - | - | - |
| ---- | ---- | - | - | - | - | - | - | - |
| 261  | 263  | - | - | - | - | - | - | - |

#### Pyramide des âges
En 2018, le taux de personnes d'un âge inférieur à 30 ans s'élève à 37,10 %, soit au-dessus de la moyenne départementale (36,70 %). À l'inverse, le taux de personnes d'âge supérieur à 60 ans est de 16,5 % la même année, alors qu'il est de 24,90 % au niveau départemental.
En 2018, la commune comptait 128 hommes pour 124 femmes, soit un taux de 50,79 % d'hommes, largement supérieur au taux départemental (48,50 %).
Les pyramides des âges de la commune et du département s'établissent comme suit.
| Hommes | Classe d’âge | Femmes |
| ------ | ------------ | ------ |
| 0,8    | 90 ou +      | 0,0    |
| 2,4    | 75-89 ans    | 4,1    |
| 12,7   | 60-74 ans    | 13,1   |
| 26,2   | 45-59 ans    | 21,3   |
| 23,8   | 30-44 ans    | 21,3   |
| 11,9   | 15-29 ans    | 18,0   |
| 22,2   | 0-14 ans     | 22,1   |

| Hommes | Classe d’âge | Femmes |
| ------ | ------------ | ------ |
| 0,5    | 90 ou +      | 1,6    |
| 5,6    | 75-89 ans    | 8,9    |
| 16,7   | 60-74 ans    | 18,1   |
| 20,2   | 45-59 ans    | 19,2   |
| 18,9   | 30-44 ans    | 18,1   |
| 18,2   | 15-29 ans    | 16,2   |
| 19,9   | 0-14 ans     | 17,9   |

## Économie
La Porte du Littoral, aménagée en 2010 - 2011, est une des cinq zones de plus de 50 ha dans le pays de Saint-Omer. La première tranche réalisée en 2010 est de 12 ha. Elle est desservie par l'autoroute et par la deux fois deux voies (ex-RN 42).

## Culture locale et patrimoine

### Lieux et monuments
- L'église Saint-Maurice.
- Le monument aux morts[46].

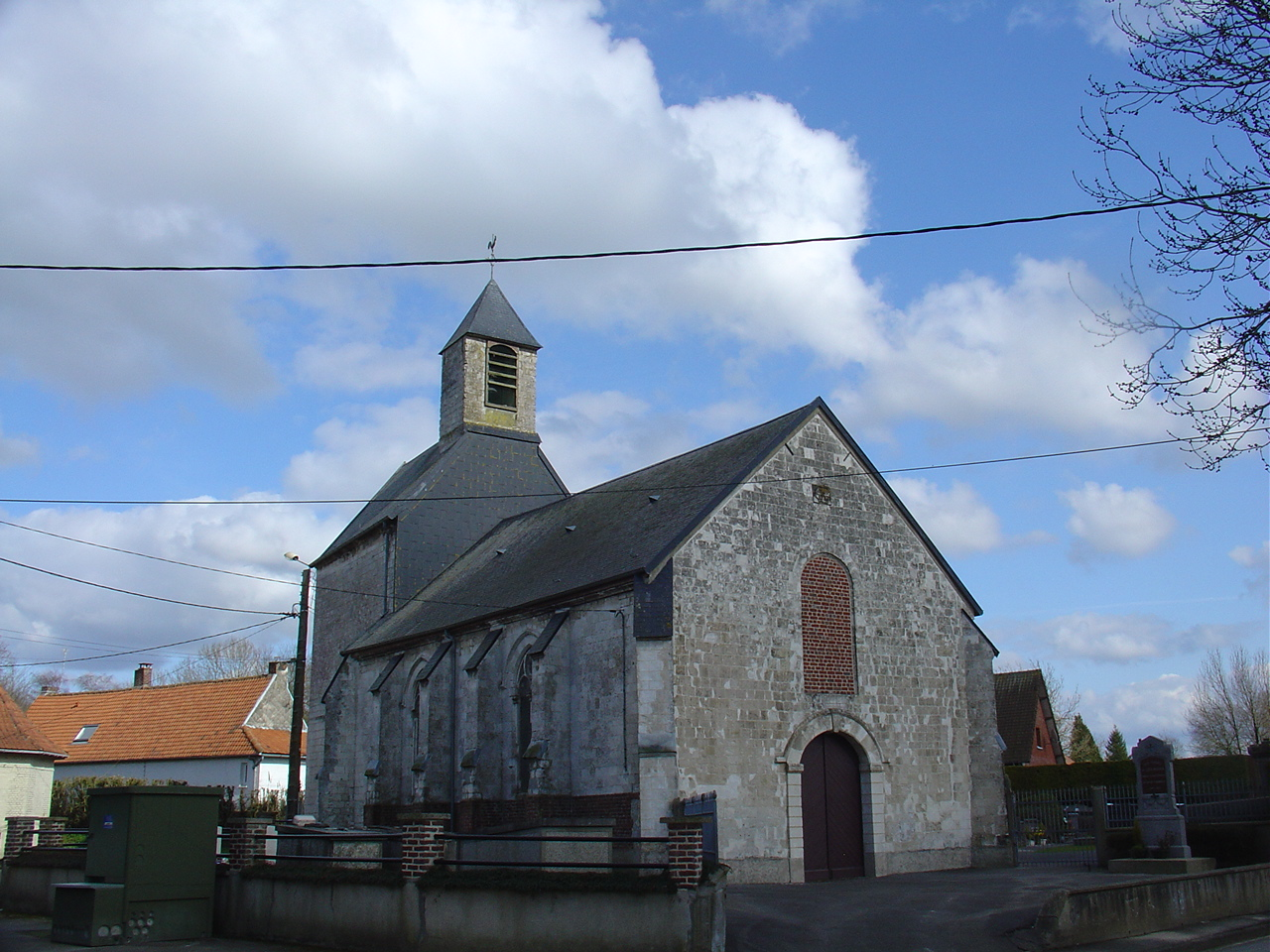
L'église.
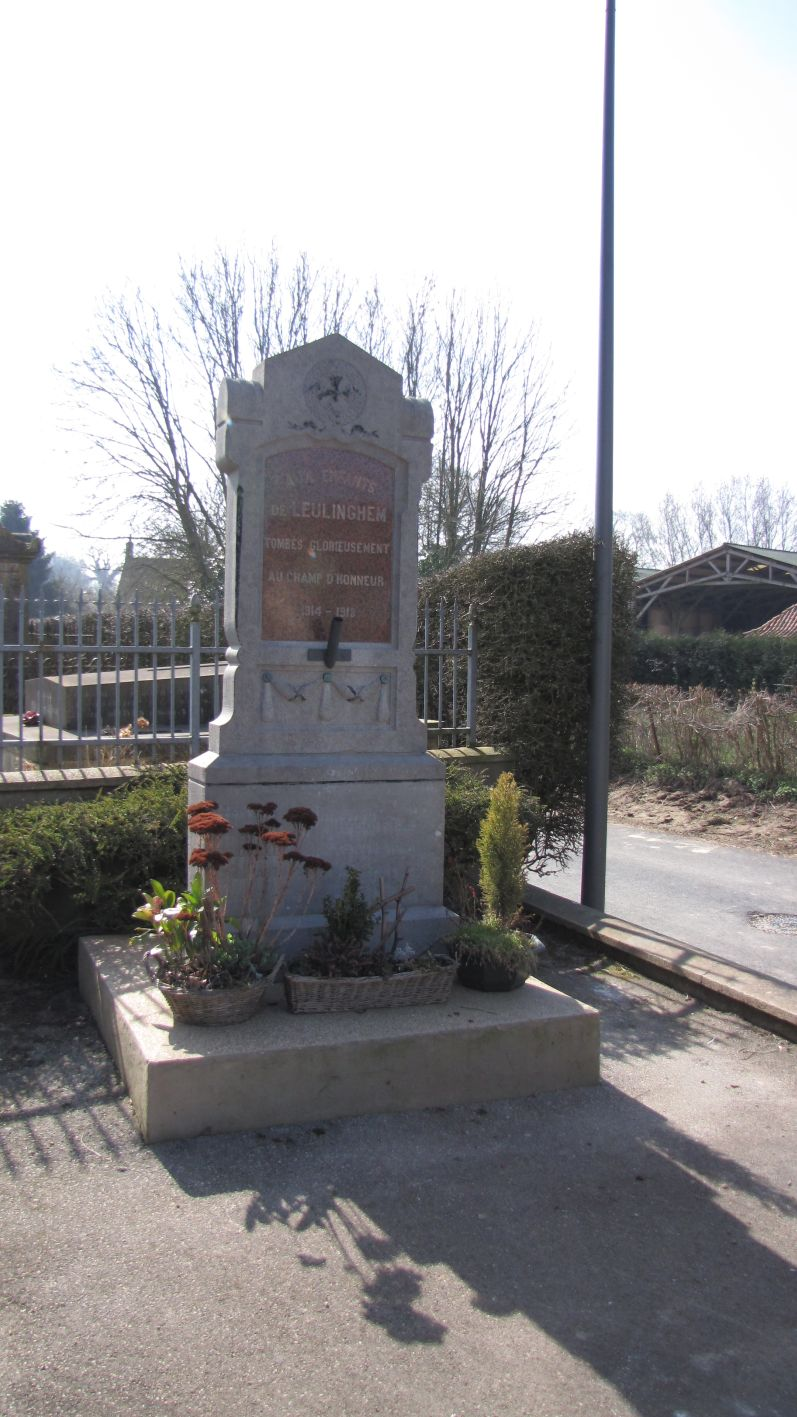
Le monument aux morts.

### Héraldique
| Blason de Leulinghem | Blason  | D'argent à la fasce de gueules surmontée de trois étoiles du même rangées en chef. |
| Blason de Leulinghem | Détails | Inspiré des armes de la famille d'Occoches, qui donna les seigneurs du village au XVIe siècle, où les coqs ont été remplacés par des étoiles, renvoyant à une autre famille seigneuriale du XVIIe siècle, qui pourrait être celle de De Bersacques (ou Bersacles). Cette famille originaire du, aujourd'hui lieu-dit, Fond de Bessac à Saint-Riquier, portait : « d'azur à trois molettes d'argent ». Le statut officiel du blason reste à déterminer. |

## Pour approfondir

#### Bases de données, dictionnaires et encyclopédies
- Ressources relatives à la géographie :   - Insee (communes)
  - Ldh/EHESS/Cassini
- Ressource relative à plusieurs domaines :   - Annuaire du service public français
- Notices d'autorité :   - BnF (données)

#### Autres liens externes
- Dossier relatif aux rattachements de la commune sur le site de l'Insee, [lire en ligne]
- La commune sur le site des archives départementales du Pas-de-Calais, [lire en ligne]
- La commune sur Remonter le temps, sur le site de l'IGN, [lire en ligne][Note 6]
- « La commune » sur Géoportail.